# Philotrypesis emeryi
Philotrypesis emeryi är en stekelart som beskrevs av Grandi 1926. Philotrypesis emeryi ingår i släktet Philotrypesis och familjen fikonsteklar. Inga underarter finns listade i Catalogue of Life.